# Симанова (Свердловская область)
Симанова — деревня в  Ирбитском муниципальном образовании Свердловской области России. В окрестностях деревни расположен геоморфологический и ботанический природный памятник Белая Горка.

## Географическое положение
Деревня Симанова расположена в 18 километрах (по дорогам в 26 километрах) к западу-юго-западу от города Ирбита, на левом берегу реки Ирбит. В двух километрах к юго-востоку  от деревни расположен геоморфологический и ботанический природный памятник Белая Горка — светлые глинистые обнажения девонского периода высотой до 30 метров, длиной до 300 метров.

## Население
| 2002 | 2010 | 2021 |
| ---- | ---- | ---- |
| 222  | ↘196 | ↘176 |